# Eugenia multicostata
Eugenia multicostata är en myrtenväxtart som beskrevs av Carlos Maria Diego Enrique Legrand. Eugenia multicostata ingår i släktet Eugenia och familjen myrtenväxter. Inga underarter finns listade i Catalogue of Life.